# Моисей (Богданов-Платонов-Антипов)
Архиепи́скоп Моисе́й (в миру Матве́й Миха́йлович Богда́нов-Плато́нов-Анти́пов; 9 (20) августа 1783, Богдановка, Коломенский уезд, Московская губерния — 13 (25) июля 1834) — епископ Русской православной церкви, архиепископ Карталинский и Кахетинский, экзарх Грузии (1832—1834), епископ Саратовский и Царицынский (1828—1832), епископ Вологодский и Устюжский (1827—1828).

## Биография
Родился в 1783 году селе Богдановка Коломенского уезда Московской губернии в семье дьячка Михаила Антипова. Рано осиротел. Мать, не имея возможности прокормить семью, просила епископа Коломенского и Тульского Афанасия (Иванова) оставить причётническое место отца за малолетним Матвеем. Епископ, побеседовав с мальчиком, велел ему учиться и предрёк, что он станет архиереем.
Матвей был определён на казённый кошт в Коломенскую духовную семинарию, где по месту рождения ему присвоили фамилию Богданов. Он проявил незаурядные способности и окончил семинарию в числе первых учеников. Поступил в Славяно-греко-латинскую академию, в 1801 году перешёл в класс поэзии Троицкой лаврской семинарии, был причислен к «платоникам», то есть находился на полном содержании ректора семинарии митрополита Московского Платона (Левшина) и являлся его непосредственным воспитанником. Как и все платоники, Матвей получил ещё одну фамилию — Платонов.
В 1808 году пострижен в монашество с именем Моисей и окончил семинарию.
В 1814 году окончил Санкт-Петербургскую духовную академию со степенью магистра.
С 1817 года — ректор Киевской духовной семинарии и архимандрит Киевского Братского монастыря.
С 1819 года — первый ректор Киевской духовной академии.
В 1822 году за лекции, читанные в Киевской духовной академии, удостоен звания доктора богословия.
2 марта 1824 года хиротонисан во епископа Старорусского, викария Новгородской епархии.
28 ноября 1827 года назначен епископом Вологодским и Устюжским.
С 29 ноября 1828 года — епископ Саратовский и Царицынский.
Стал хлопотать перед Святейшим Синодом о восстановлении Крестовоздвиженского монастыря, так как на тот момент в губернии не было ни одной женской обители. Вскоре указом Синода от 30 ноября 1829 года монастырь был восстановлен как второклассный
С 12 марта 1832 года — архиепископ Карталинский и Кахетинский, экзарх Грузии, член Святейшего Синода.
Скончался 13 июля 1834 года. Погребён в Тифлисе в Сионском соборе.
Преосвященный Моисей оставил о себе память как об архипастыре в высшей степени кротком, мягком, радушном, общительном, снисходительном и приветливом.

## Труды
- «Слово на случай заключения мира с Оттоманской Портой» (СПб., 1829),
- «Слово в день благодарственного молебствия по случаю прекращения холеры» (СПб., 1831)